# Statue-menhir du Rech
La statue-menhir du Rech est une statue-menhir appartenant au groupe rouergat découverte à La Salvetat-Peyralès, dans le département de l'Aveyron en France.

## Historique
La statue-menhir a été découverte en 1993 par Charles Chambert lors d'un labour, au lieu-dit la Vaysse près de la ferme du Rech. La statue-menhir est inscrite monument historique au titre d'objet depuis le 9 septembre 2020.

## Description
La statue a été sculptée sur une dalle de micaschiste en forme d'amande mesurant 1,63 m de hauteur sur  0,60 m de largeur et  0,30 m d'épaisseur.
La  statue est pratiquement complète, il en manque la partie supérieure cassée anciennement, mais les sculptures sont érodées. Le visage est totalement manquant. Les doigts des mains sont effacés (uniquement trois doigts visibles sur la main gauche). Les membres inférieurs sont mieux visibles (jambes et pieds). C'est une statue masculine. Le personnage porte une ceinture, un baudrier et « l'objet ». Au dos, elle se caractérise par une série de traits verticaux placés au sommet de la statue qui pourraient correspondre à une représentation des cheveux, ce serait alors l'unique représentation connue de la chevelure sous cette forme.